# Изворани (Илфов)
Изворани (рум. Izvorani) насеље је у Румунији у округу Илфов у општини Чолпани. Oпштина се налази на надморској висини од 94 m.

## Становништво
Према подацима из 2002. године у насељу је живело 600 становника, од којих су сви румунске националности.